# 한양대학교 사범대학 부속중학교
한양대학교 사범대학 부속중학교(漢陽大學校 師範大學 附屬中學校)는 대한민국 서울특별시 성동구 사근동에 있는 사립 중학교이다.

## 학교 연혁
- 1960년 1월 18일 : 문교 제181호 재단법인 한양학원에서 중학교 18학급 인가를 받음
- 1960년 1월 18일 : 백경순 여사 초대 교장으로 취임
- 1960년 4월 7일 : 중학교 394명 6학급으로 편성, 입학식 거행
- 1997년 3월 1일 : 【교육부(대학) 81422-636】 한양대학교 사범대학 부속여자중학교로 교명 변경
- 2004년 3월 1일 : 【교육부(사학) 81422-1800】 한양대학교 사범대학 부속중학교로 교명 변경
- 2020년 3월 1일 : 제11대 박재현 교장 취임
- 2023년 2월 17일 : 제61회 졸업생 177명 배출(총 27,193명)
- 2023년 3월 2일 : 2023학년도 신입생 145명 입학

## 참고 자료
- 한양대학교 사범대학 부속중학교 - 한국교육학술정보원 학교알리미